# Pranzo (Trentino)
Pranzo (Dialekt: Pránc) ist eine Fraktion der italienischen Gemeinde (comune) Tenno in der  Provinz Trient, Region Trentino-Südtirol.

## Etymologie
Der Ort wurde erstmals 771 als Vico Prantio urkundlich erwähnt. Im Codex Wangianus taucht mit Bezug auf das Jahr 1211 der Name Galicianus de Pranzo auf. Der Name Pranzo leitet sich von dem langobardischen Personennamen Prando ab und zwar von seinem Hypokoristikum Prantio. Nach Giulia Mastrelli Anzilotti kann daraus aber nicht automatisch geschlossen werden, dass der Ort von den Langobarden gegründet wurde, da im Mittelalter langobardische Namen durchaus geläufig waren. Allerdings ist Pranzo der einzige Fall im Trentino, in dem ein langobardischer Name vor dem Jahr 1000 dokumentiert ist. Für eine Gründung durch die Langobarden spricht auch, dass in der Umgebung von Pranzo und Tenno archäologische Funde aus der Langobardenzeit gemacht wurden.

## Geographie
Pranzo liegt etwa 45 Kilometer westsüdwestlich von Trient auf einer Höhe von 463 m s.l.m. im nordwestlichen Hinterland des Gardasees an den östlichen Ausläufern des Monte S. Martino (1075 m s.l.m.). 
Pranzo ist der einzige zur Gemeinde Tenno gehörende Ort, der auf der orographischen rechten Talseite des Valle di Magnone liegt. Er setzt sich aus kleinen Häusergruppen zusammen, die auf mehreren Terrassen angelegt sind. Die Umgebung von Pranzo ist durch weitläufige Kastanienhaine geprägt, für deren Anbau Pranzo traditionell bekannt ist.

## Geschichte
Im 13. Jahrhundert bildete der Ort eine eigenständige Gemeinde. Die dem Heiligen Leonhard geweihte Pfarrkirche wurde zum ersten Mal im 14. Jahrhundert erwähnt, auch wenn deren Ursprünge weiter zurück liegen. Die heute dreischiffige Kirche geht auf einen Neubau von 1911 zurück. 1929 wurde Pranzo der Gemeinde Tenno angeschlossen.

## Legenden
Der Legende nach erinnert der Ortsname Pranzo (deutsch Mittagessen) an die Entstehung des Tennosees. So soll an der Stelle der Sees einst eine alte Siedlung gelegen haben, die aufgrund ihrer gotteslästerlichen Bewohner in einer von Gott zur Strafe zur Mittagszeit heraufbeschworenen Katastrophe in den Wassermassen verschwand, aus denen sich der See bildete. Die wenigen Überlebenden sollen im Gedenken an dieses Ereignis den Ort Pranzo errichtet haben.

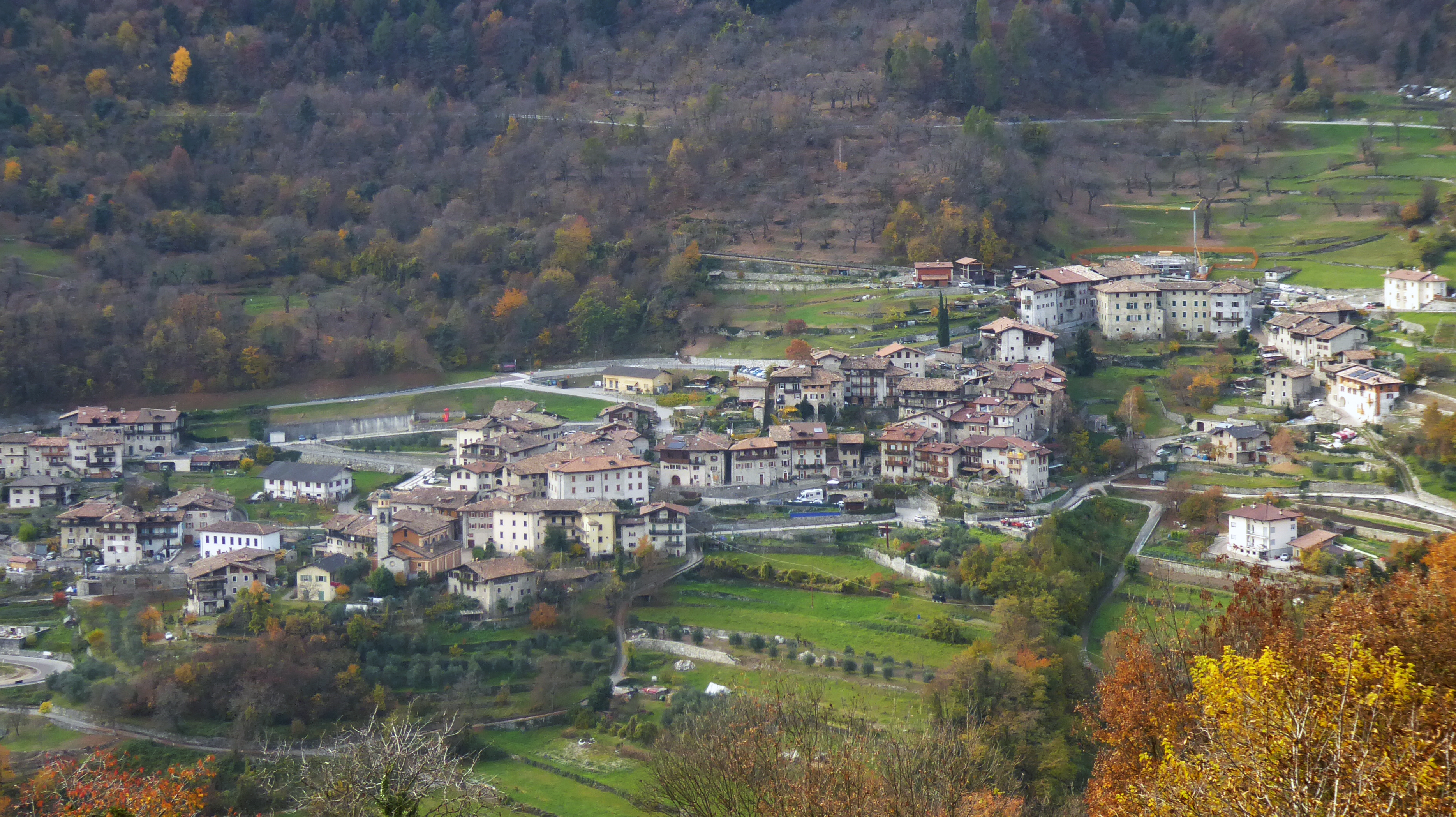
Pranzo
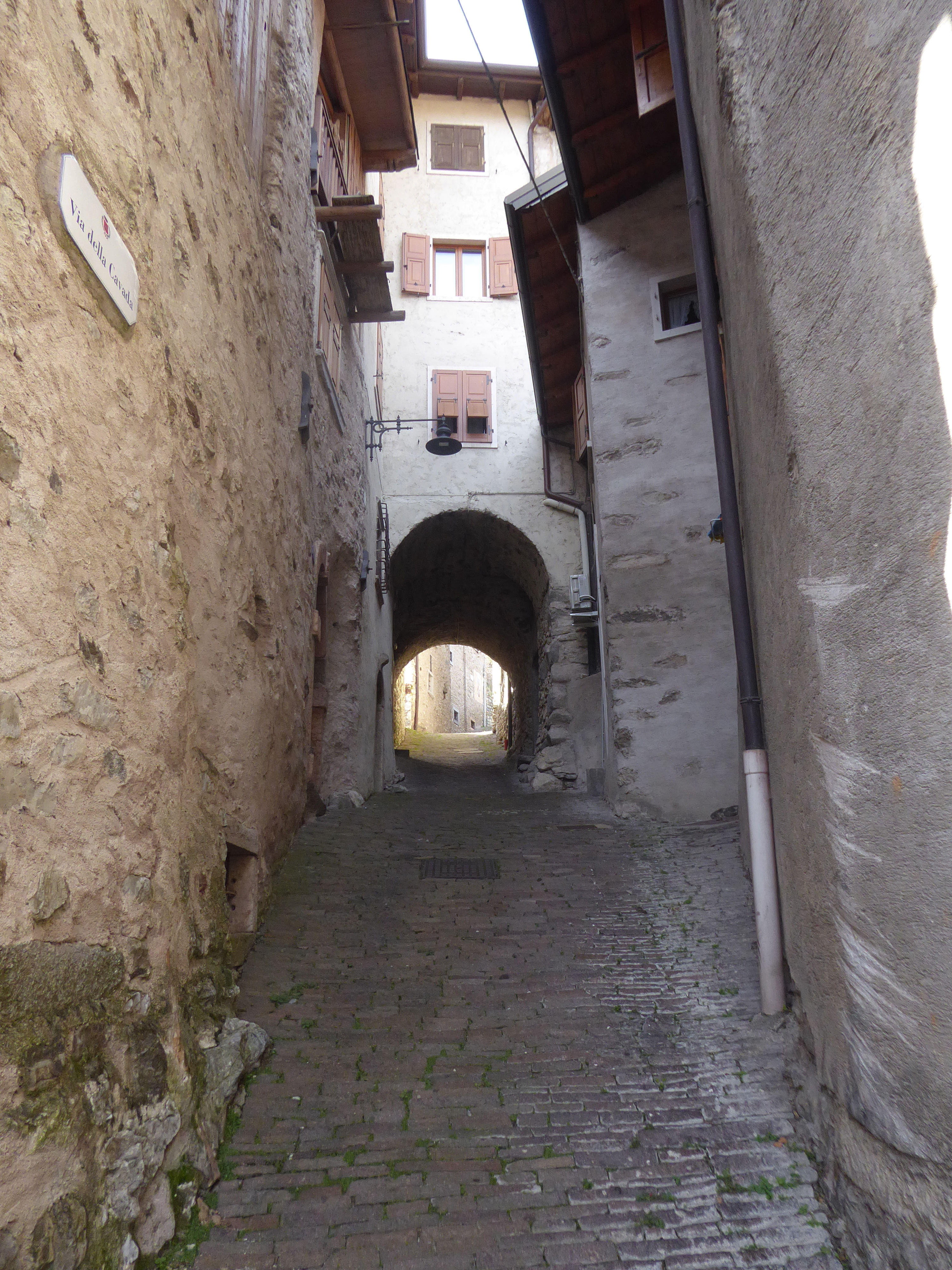
Via della Cavada
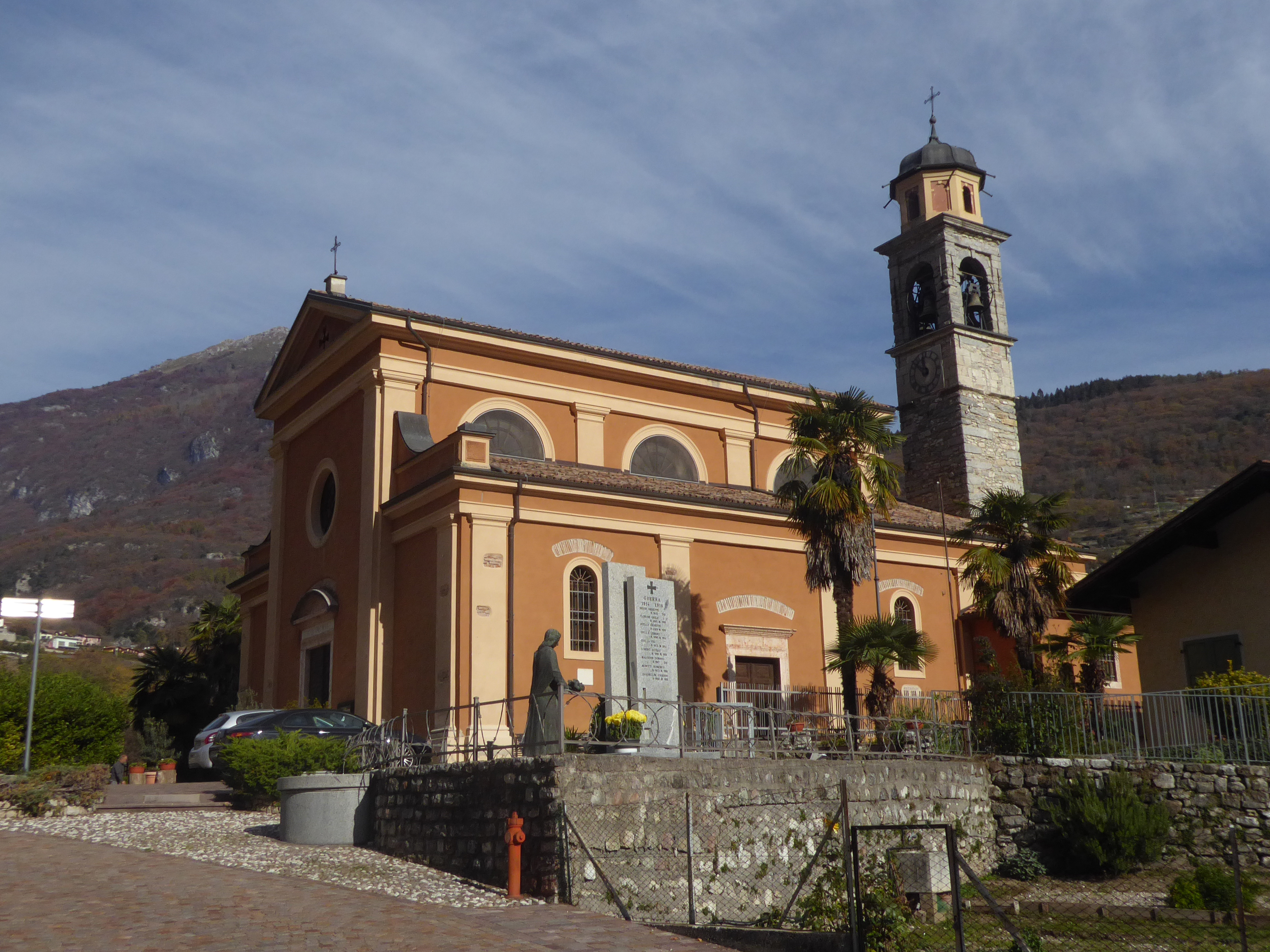
Pfarrkirche San Leonardo

## Verkehr
Der Ort liegt an der Provinzstraße SP 37 del Monte Tombio, die weiter nach Campi führt.